# South Woodstock
South Woodstock é uma Região censo-designada localizada no estado americano de Connecticut, no Condado de Windham.

## Demografia
Segundo o censo americano de 2000, a sua população era de 1211 habitantes.

## Geografia
De acordo com o United States Census Bureau tem uma área de
14,0 km², dos quais 13,6 km² cobertos por terra e 0,4 km² cobertos por água.

## Localidades na vizinhança
O diagrama seguinte representa as localidades num raio de 16 km ao redor de South Woodstock.